# Laives (Italië)
Laives (duits: Leifers) is een stadje en gemeente in de Italiaanse provincie Zuid-Tirol, in de regio Trentino-Zuid-Tirol. Het aantal inwoners bedraagt 15.000, waarvan 70,4% Italiaans, 29,1% Duits en 0,5% Ladinisch spreekt. Het is daarmee een van de slechts vijf gemeenten in Zuid-Tirol met een Italiaanstalige meerderheid.
Laives (Leifers) ligt op een hoogte van 158 tot 255 meter in de Alpen, zo'n 10 kilometer ten zuiden van Bolzano (Bozen). Ten westen van de stad stroomt de rivier Adige (Etsch). Hier loopt ook de Brennerspoorlijn met het station Laives-Leifers. In het oosten loopt de autosnelweg A22. De stad is een van de industriële centra van Zuid-Tirol, en kent daarnaast veel ski- en wandeltoerisme. Er is een camping, en er zijn 15 scholen gevestigd.

## Fraktionen
- Laives (Leifers) (11.011 inw.)
- San Giacomo (Sankt Jacob) (2663 inw.)
- La Costa (Seit) (90 inw.)
- Pineta di Laives (Steinmannwald) (1900 inw.)

## Externe link

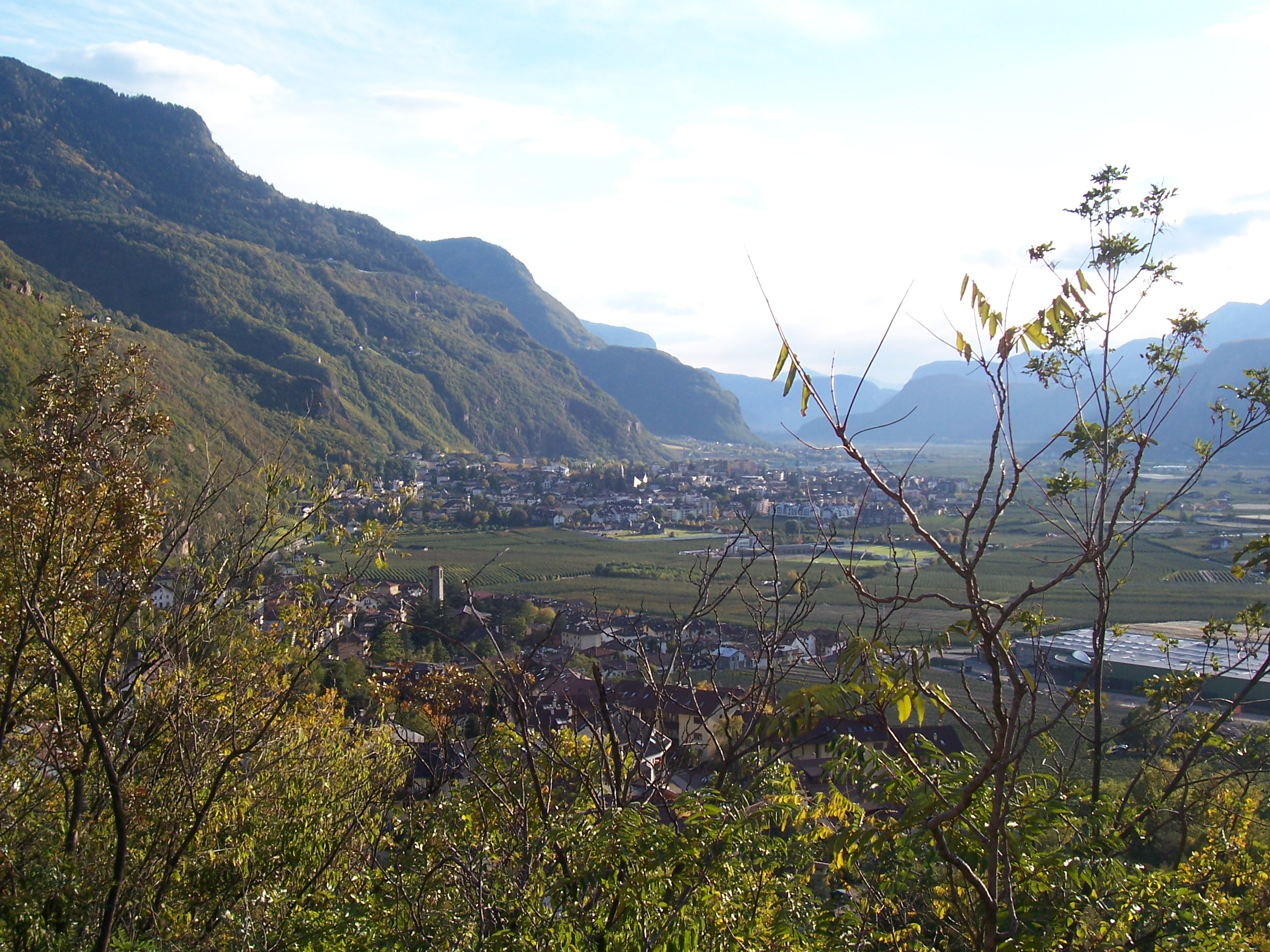
Zicht op Leifers en het Steinmannwald